# Flash FC
Le Flash FC est un club rwandais de football basé à Gitarama.

## Histoire
Le club participe à plusieurs reprises au championnat de première division. Il se classe notamment 13e sur 14 lors de la saison 2005, avec un total de 4 victoires, 5 nuls et 17 défaites, puis 14e et dernier la saison suivante, avec exactement le même bilan.